# Pilbaracyclops frustratio
Pilbaracyclops frustratio – gatunek widłonoga z rodziny Cyclopidae. Nazwa naukowa tego gatunku skorupiaków została opublikowana w 2006 roku na podstawie prac naukowych biologa Tomislava Karanovica.